# Logisticus bicolor
Logisticus bicolor là một loài bọ cánh cứng trong họ Cerambycidae.